# Vaisei
Vaisei ist ein Dorf im Königreich Sigave, welches als Teil des französischen Überseegebiets Wallis und Futuna zu Frankreich gehört.

## Lage
Das Dorf liegt im Westen der Insel Futuna, die zu den Horn-Inseln im Pazifischen Ozean gehört. Nördlich von Vaisei befindet sich Fiua, im Süden schließt sich Nuku an. Vaisei liegt an nur einer Straße entlang der Küste der Insel, das Inselinnere ist nicht besiedelt.

## Bevölkerung
Heute zählt Vaisei 139 Einwohner (Stand 1. Januar 2023). Im Jahre 2008 waren es noch 196 Einwohner. Damit folgt auch Vaisei dem Negativtrend in der Bevölkerungszahl von Wallis und Futuna.